# Dicranum frigidum
Dicranum frigidum är en bladmossart som beskrevs av C. Müller 1859. Dicranum frigidum ingår i släktet kvastmossor, och familjen Dicranaceae. Inga underarter finns listade i Catalogue of Life.